# Gro Dahle
Gro Dahle (født 15. maj 1962) er en norsk forfatter og skrivepædagog. Hun har udgivet en række bøger for voksne og børn siden debuten i 1987, blandt andet digtsamlinger, noveller, romaner og billedbøger, af hvilke de fleste er illustreret af hendes mand Svein Nyhus. Gro Dahle har modtaget flere udmærkelser for sin digterkunst .

## Bogudgivelser på dansk
- 2000: Bag Mumme bor Moni, billedbog illustreret af Svein Nyhus  (på norsk: Bak Mumme bor Moni, 2000)
- 2002: Fem vinde over Tamalon, fantasyoman for børn (på norsk Fem vinder over Tamalon, 2001)
- 2008: Havet i hovedet, billedbog illustreret af Iben Sandemose (kun udgivet på dansk)
- 2011: Silkesød, billedbog illustreret af Svein Nyhus (på norsk: Snill, 2002)
- 2011: Vrede Mand, billedbog illustreret af Svein Nyhus (på norsk: Sinna Mann, 2003)
- 2015: Akvarium, billedbog illustreret af Svein Nyhus (på norsk: Akvarium, 2014)
- 2016: Krigen, billedbog illustreret af Kaia Dahle Nyhus (på norsk: Krigen, 2012)